# تایوان تلویژن

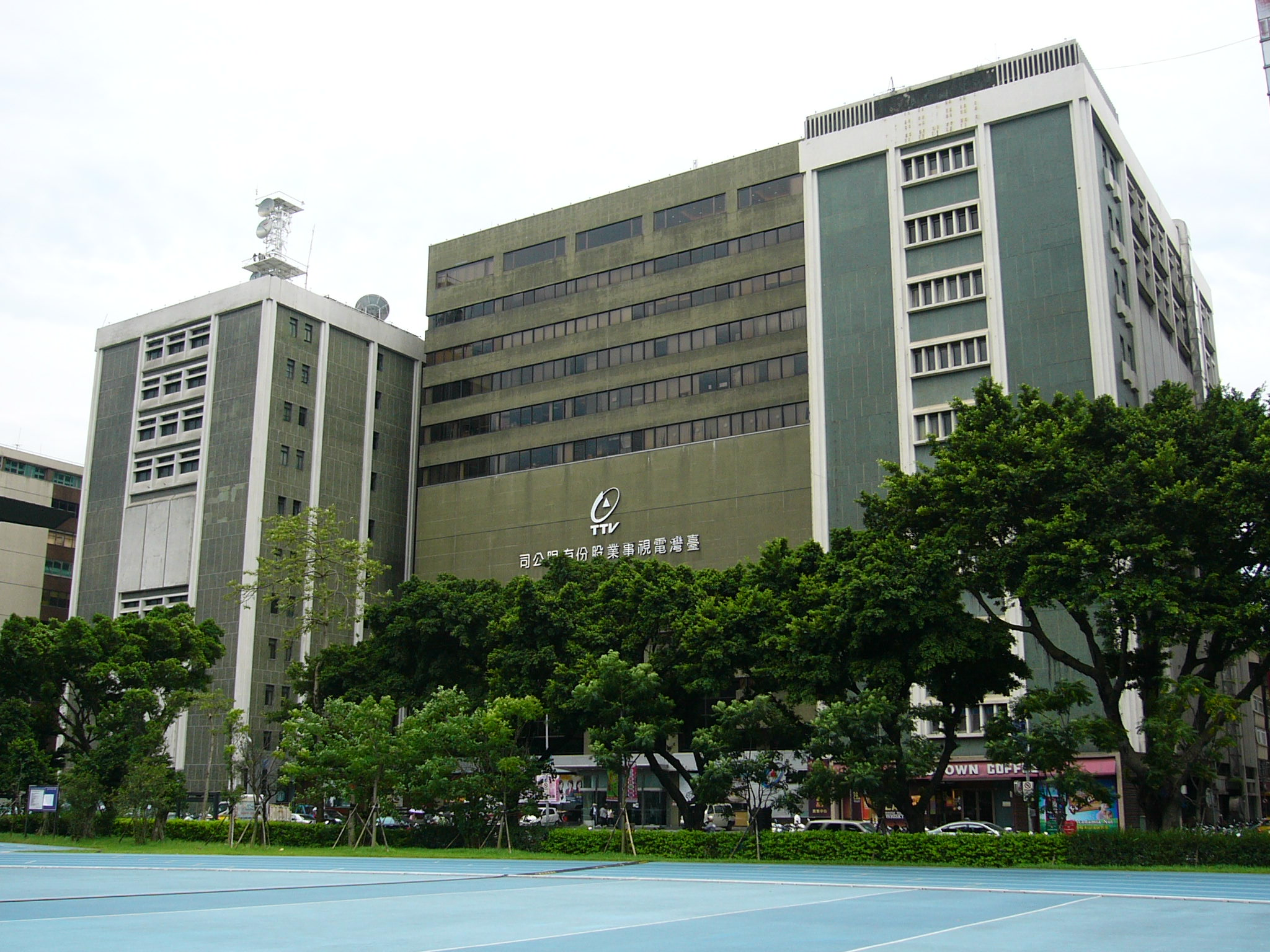
ساختمان تایوان تلویژن در تایپه

تایوان تلویژن (انگلیسی: Taiwan Television Enterprise, Ltd.; چینی سنتی: 臺灣電視公司; پین‌یین: Táiwān Diànshì Gōngsī) که اغلب با نام تی‌تی‌وی (TTV) و سابقاً با نام تلویزیون مرکزی (Central Television) یا صدای تایوان (Voice of Taiwan) شناخته می‌شود، اولین ایستگاه تلویزیون زمینی در تایوان است. تایوان تلویژن در ۲۸ آوریل ۱۹۶۲ تأسیس شد و به‌طور رسمی در در ۱۰ اکتبر ۱۹۶۲ فعالیت خود را آغاز کرد. تایوان تلویژن اولین کمپانی تلویزیونی در تایوان است.

## تاریخچهٔ لوگوها

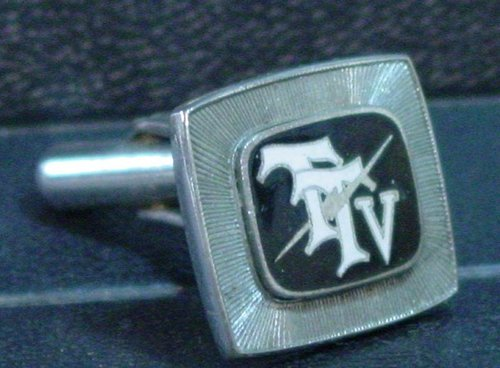
اولین ورژن لوگوی تی‌تی‌وی بر روی دکمه سردست برای مدیران ارشد
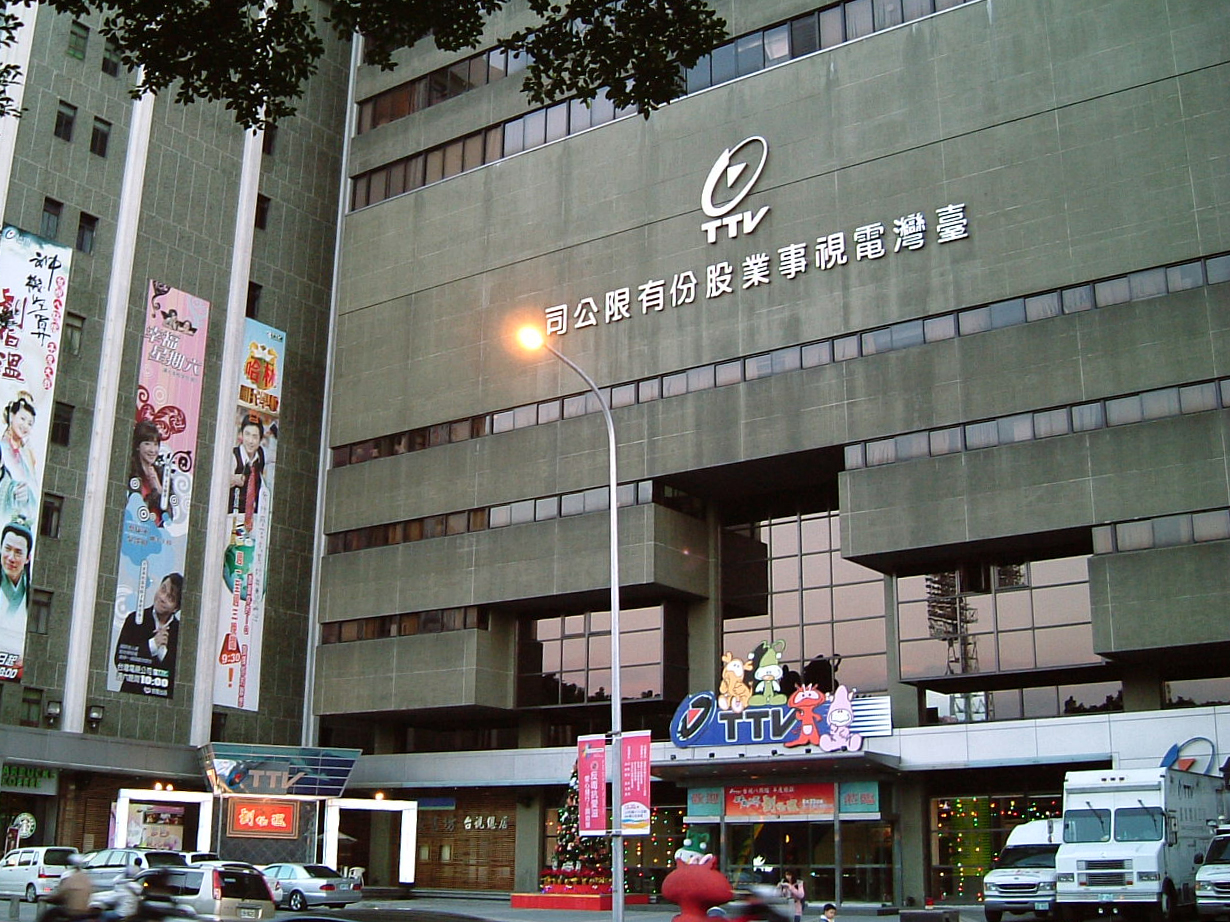
دومین ورژن لوگوی تی‌تی‌وی بر روی ساختمان تی‌تی‌وی
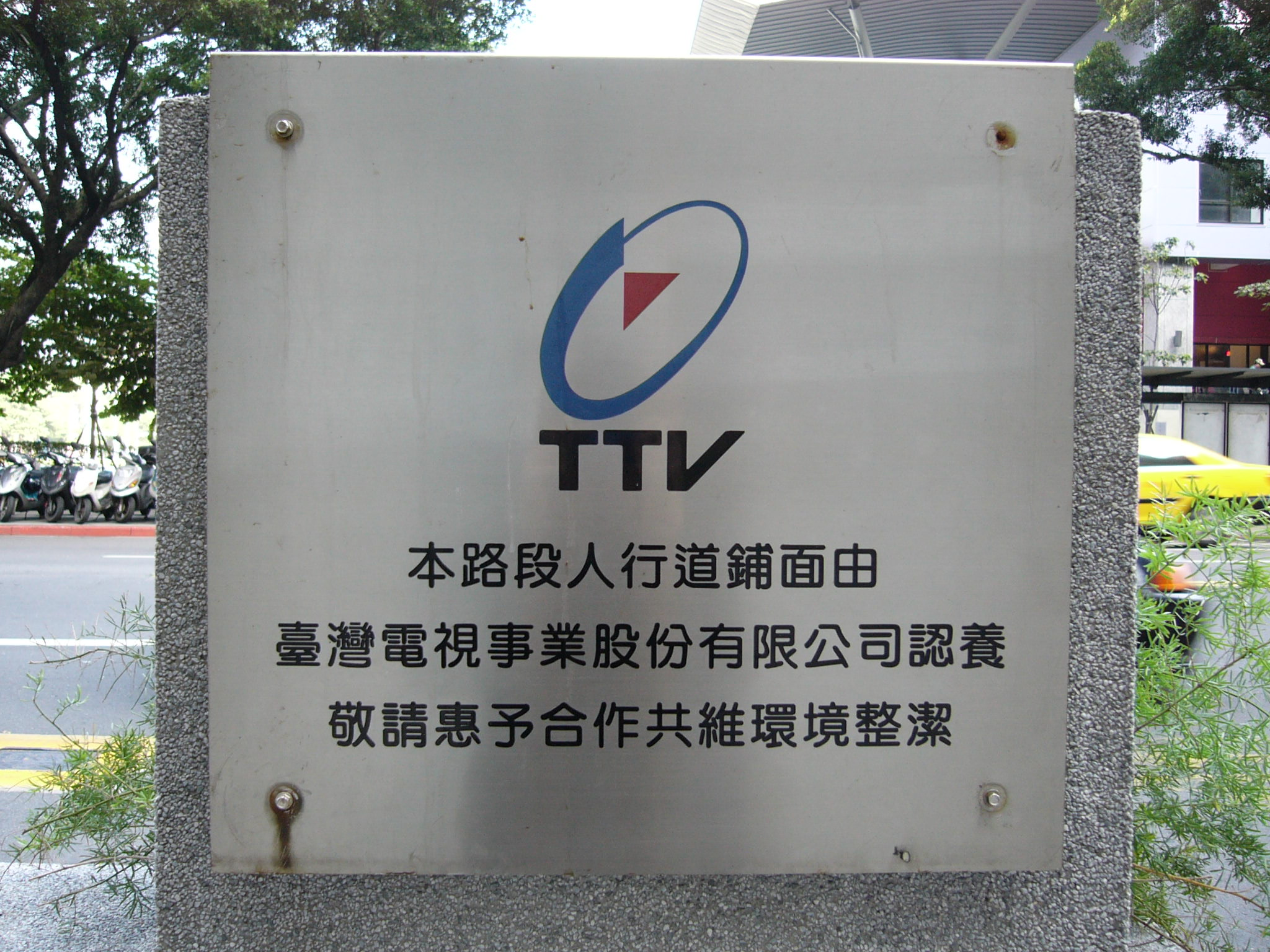
دومین ورژن لوگوی تی‌تی‌وی در تایپه
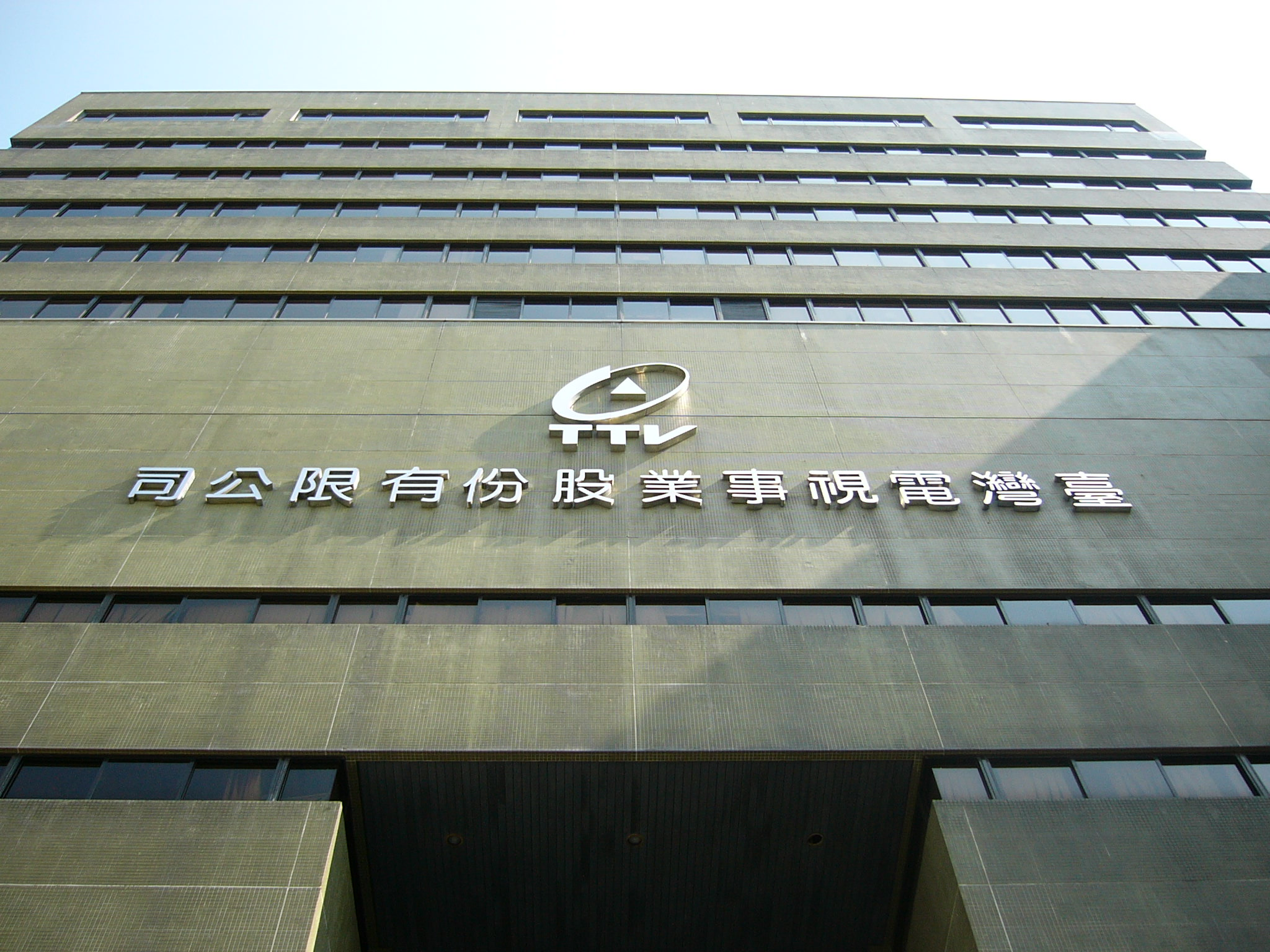
سومین ورژن لوگوی تی‌تی‌وی بر روی ساختمان تی‌تی‌وی
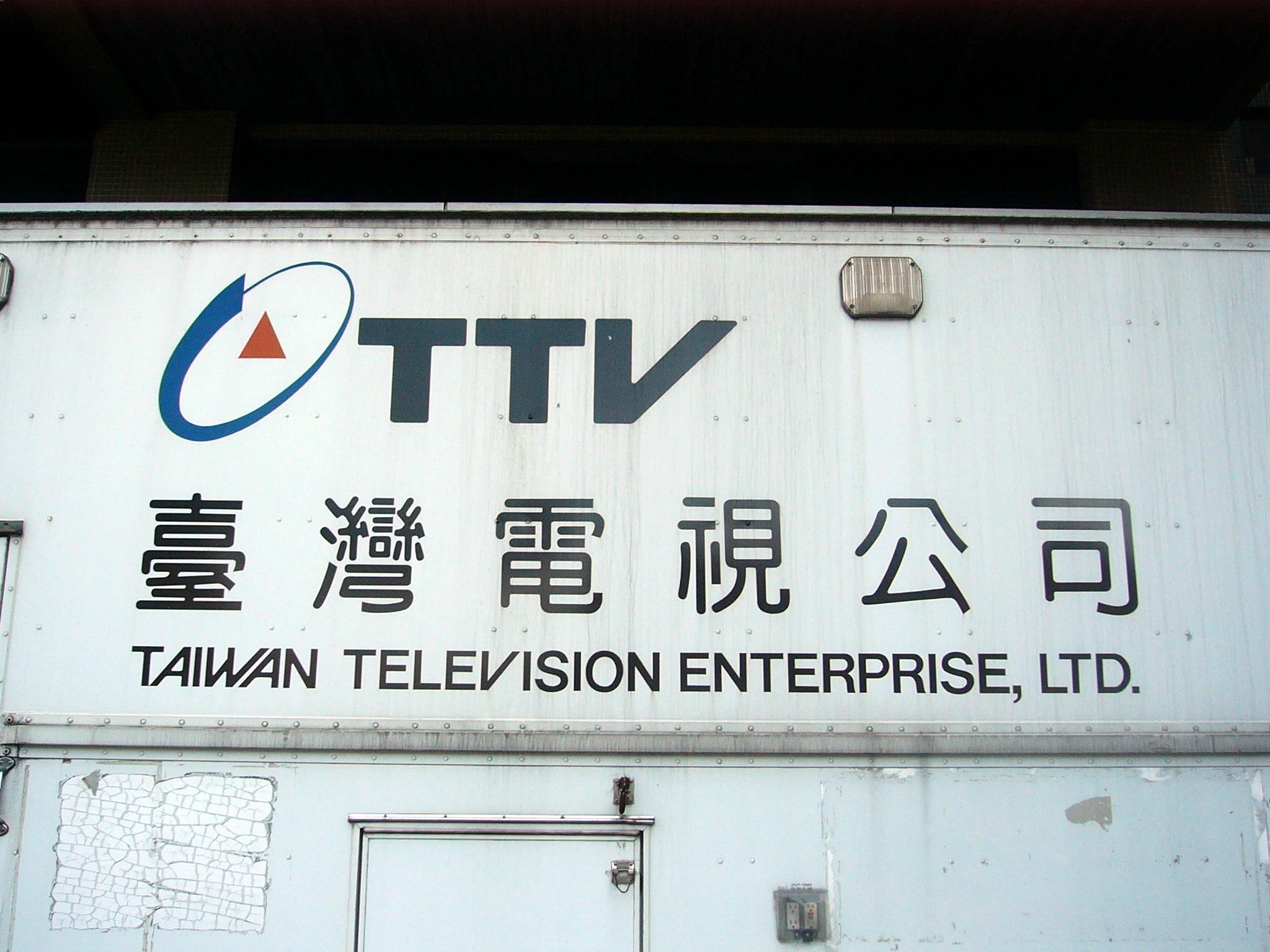
سومین ورژن لوگوی تی‌تی‌وی بر روی یک وسیله نقلیه پخش